# Chalmers Johnson
Chalmers Ashby Johnson (Phoenix, 6 agosto 1931 – Cardiff-by-the-Sea, 20 novembre 2010) è stato uno storico, economista e saggista statunitense.
Professor emeritus dell'Università della California, San Diego, è anche presidente e cofondatore della Japan Policy Research Institute, una organizzazione che promuove la diffusione di cultura sul Giappone e l'Asia. Ha scritto numerosi libri, tra i quali, di recente, tre esami delle conseguenze dell'Impero Americano: "Blowback" (Contraccolpo), "The Sorrows of Empire" (le Pene dell'Impero), e "Nemesis: The Last Days of the American Republic" (Nemesi, la Vendetta della Storia, gli ultimi giorni della Repubblica Americana).

## Biografia
C.A.Johnson ottiene un bachelor of arts in economia nel 1953, un master ed un Ph.D. (dottorato di ricerca) in scienze politiche nel 1957 e nel 1961 rispettivamente. Tutti questi titoli furono conseguiti presso la University of California, Berkeley. Durante la guerra di Corea, Johnson era ufficiale di marina in Giappone. Insegnò scienze politiche alla University of California dal 1962 fino al suo ritiro dall'insegnamento nel 1992. La sua fama di studioso riguardava soprattutto i temi della Cina e del Giappone. Lo studio del libro sul nazionalismo contadino rimase per quindici anni come base di studio delle scienze sociali in Cina.
L'altro suo libro MITI and the Japanese Miracle, sul Ministry of International Trade and Industry giapponese, è stato lo studio principale sullo sviluppo di quel paese ed ha creato un ambito di studi chiamato economia politica dello sviluppo. Egli ha coniato il termine "developmental state" (traducibile come "stato sviluppista"). Come intellettuale prese pubblicamente posizione contro i neo-liberisti americani proponendo il Giappone come modello; i suoi argomenti persero vigore dopo la stagnazione dell'economia giapponese a metà degli anni novanta e dopo. In questo periodo Johnson lavorò come consulente per lo Office of National Estimates, una divisione della CIA, contribuendo all'analisi della Cina e del Maoismo.
Johnson fu eletto membro della American Academy of Arts and Sciences nel 1976. Ricopre gli incarichi di Direttore del Center for Chinese Studies e segretario del Political Science Department a Berkeley. Mantenne inoltre una serie di importanti incarichi accademici nel settore delle scienze sociali. Crede fermamente nell'importanza del linguaggio e dello studio della storia come elementi necessari ad una seria ricerca. In seguito divenne famoso come critico dell'approccio della "scelta razionale", particolarmente nello studio della politica e della economia politica giapponesi. Johnson è conosciuto oggi soprattutto come un duro critico dell'imperialismo americano.
Il suo libro Gli ultimi giorni dell'impero americano (Blowback) ha vinto nel 2001 l'American Book Awards da parte della Before Columbus Foundation, ed è stato ristampato in una versione aggiornata nel 2004. Sorrows of Empire (Le pene dell'impero), pubblicato nel 2004, ha aggiornato l'evidenza e gli argomenti di Blowback nel contesto determinatosi dopo gli attentati dell'11 settembre 2001. Nemesis conclude la trilogia. Johnson è stato rappresentato nel film diretto da Eugene Jarecki Why We Fight, del 2005, film vincitore nello stesso anno del Grand Jury Prize al Sundance Film Festival. Nel passato Johnson ha scritto per il Los Angeles Times, la London Review of Books, lo Harper's Magazine, e The Nation. Johnson è scomparso nel 2010 all'età di 79 anni.

## La trilogiaBlowback
Johnson crede che il rafforzamento della egemonia americana sul mondo costituisca una nuova forma di impero globale. Mentre gli imperi tradizionali mantenevano il controllo delle popolazioni sottomesse tramite il sistema delle colonie, dalla seconda guerra mondiale gli Stati Uniti hanno invece sviluppato un vasto sistema di centinaia di basi militari in tutto il mondo a copertura dei loro interessi strategici.
Passato il lungo periodo della guerra fredda, Johnson visse una primavera politica dopo il collasso dell'Unione Sovietica nel 1989, rilevando che invece di smobilitare le sue forze armate, gli Stati Uniti acceleravano la loro dipendenza da soluzioni militari in risposta sia a problemi economici che politici. Le conseguenze di questo militarismo, da distinguersi da una reale difesa del territorio domestico, sono: un aumento del terrorismo contro gli Stati Uniti ed i suoi alleati, la perdita dei fondamentali valori democratici in patria, un prevedibile disastro per l'economia americana. I libri della trilogia sono:
- Blowback: I costi e le conseguenze dell'impero americano
- The Sorrows of Empire: Militarismo, Segretezza, e la fine della Repubblica
- Nemesis: Gli ultimi giorni della repubblica americana